# Enosis

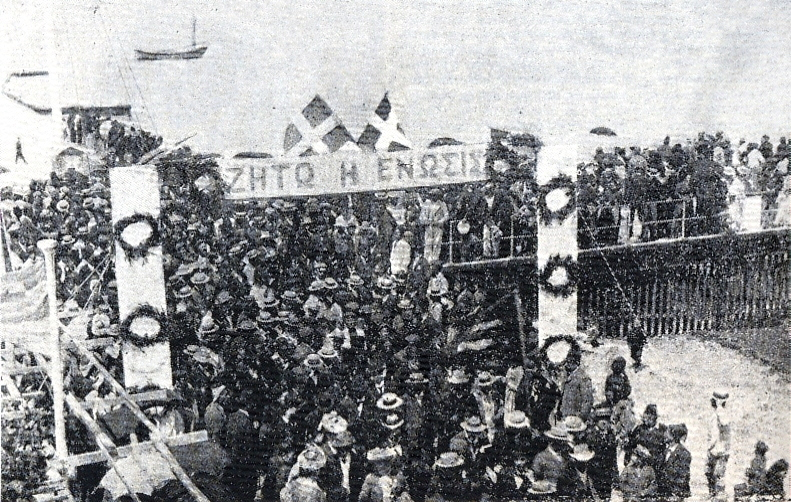
Kyperská demonstrace ve 30. letech 20. století ve prospěch Enosis.

Enosis (řecky: Ένωσις, „unie“) byla myšlenka, která se prosazovala v řecké společnosti v 19. století. Jednalo se o celonárodní sjednocení všech Řeků, ať žijí kdekoliv, resp. se to týkalo Jónských ostrovů, Egejské oblasti včetně Kréty, Thrákie, Cařihradska a severu Malé Asie.
Do 20. století se přenesla tato myšlenka jako řecko-kyperské hnutí usilující o připojení Kypru k Řecku.